# Qidong (meteoryt)
Qidong – meteoryt kamienny należący do chondrytów oliwinowo-hiperstenowych L 5, spadły 2 lipca 1982 roku w chińskiej prowincji Jiangsu. Meteoryt spadł o godzinie 17.45 miejscowego czasu, a z miejsca upadku pozyskano jeden okaz o masie 1275 g.